# Macrocypridina poulseni
Macrocypridina poulseni är en kräftdjursart som beskrevs av Martens 1979. Macrocypridina poulseni ingår i släktet Macrocypridina och familjen Cypridinidae. Inga underarter finns listade i Catalogue of Life.